# Mastophora holmbergi
Mastophora holmbergi là một loài nhện trong họ Araneidae.
Loài này thuộc chi Mastophora. Mastophora holmbergi được miêu tả năm 1931 bởi Canals.